# Podnoszenie ciężarów na Letnich Igrzyskach Olimpijskich 2012
Podnoszenie ciężarów na Letnich Igrzyskach Olimpijskich 2012 odbywało się między 28 lipca a 7 sierpnia w hali ExCeL. O 15 kompletów medali walczyło 252 zawodników (149 mężczyzn i 103 kobiety). Mężczyźni wystartowali w 8 kategoriach wagowych (do 56, 62, 69, 77, 85, 94, 105 i powyżej 105 kg), a kobiety – w 7 (do 48, 53, 58, 63, 69, 75 i ponad 75 kg).
W 2015 roku Międzynarodowy Komitet Olimpijski zaczął powtórnie badać próbki pobrane od sportowców podczas igrzysk olimpijskich w 2008 i 2012 roku, używając nowych, niedostępnych wcześniej technik wykrywania dopingu. W efekcie zdyskwalifikowano 37 sztangistów biorących udział w zawodach w 2012 roku, w tym 18 medalistów (pięcioro zwycięzców: Kazachowie Ilja Iljin, Zulfija Czinszanło, Majia Maneza i Swietłana Podobiedowa oraz Ukrainiec: Ołeksij Torochtij).

## Kwalifikacje
Każdy kraj mógł wystawić maksymalnie 10 zawodników oraz 2 do każdej konkurencji.

### Mężczyźni
| Nazwa imprezy                                                                                 | Gospodarz         | Miejsc |
| --------------------------------------------------------------------------------------------- | ----------------- | ------ |
| Mistrzostwa Świata w Podnoszeniu Ciężarów 2010 Mistrzostwa Świata w Podnoszeniu Ciężarów 2011 | Antalya Paryż     | 6      |
| Mistrzostwa Świata w Podnoszeniu Ciężarów 2010 Mistrzostwa Świata w Podnoszeniu Ciężarów 2011 | Antalya Paryż     | 5      |
| Mistrzostwa Świata w Podnoszeniu Ciężarów 2010 Mistrzostwa Świata w Podnoszeniu Ciężarów 2011 | Antalya Paryż     | 4      |
| Mistrzostwa Świata w Podnoszeniu Ciężarów 2010 Mistrzostwa Świata w Podnoszeniu Ciężarów 2011 | Antalya Paryż     | 3      |
| Mistrzostwa Afryki                                                                            | Nairobi           | 1      |
| Mistrzostwa Azji                                                                              | P'yŏngt'aek       | 1      |
| Mistrzostwa Europy                                                                            | Antalya           | 1      |
| Mistrzostwa Ameryki                                                                           | Antigua Guatemala | 1      |
| Mistrzostwa Oceanii                                                                           | Apia              | 1      |
| Ranking Olimpijski z dn. 9 czerwca 2012                                                       | -                 | 8      |
| Dzikie karty                                                                                  | -                 | 6      |
| Gospodarz                                                                                     | -                 | 3      |

### Kobiety
| Nazwa imprezy                                                                                 | Gospodarz         | Miejsc |
| --------------------------------------------------------------------------------------------- | ----------------- | ------ |
| Mistrzostwa Świata w Podnoszeniu Ciężarów 2010 Mistrzostwa Świata w Podnoszeniu Ciężarów 2011 | Antalya Paryż     | 4      |
| Mistrzostwa Świata w Podnoszeniu Ciężarów 2010 Mistrzostwa Świata w Podnoszeniu Ciężarów 2011 | Antalya Paryż     | 3      |
| Mistrzostwa Świata w Podnoszeniu Ciężarów 2010 Mistrzostwa Świata w Podnoszeniu Ciężarów 2011 | Antalya Paryż     | 2      |
| Mistrzostwa Afryki                                                                            | Nairobi           | 1      |
| Mistrzostwa Azji                                                                              | P'yŏngt'aek       | 1      |
| Mistrzostwa Europy                                                                            | Antalya           | 1      |
| Mistrzostwa Ameryki                                                                           | Antigua Guatemala | 1      |
| Mistrzostwa Oceanii                                                                           | Apia              | 1      |
| Ranking Olimpijski z dn. 9 czerwca 2012                                                       | -                 | 7      |
| Dzikie karty                                                                                  | -                 | 4      |
| Gospodarz                                                                                     | -                 | 2      |

## Rezultaty

### Mężczyźni
| Konkurencja | Złoto                       | Wynik  | Srebro               | Wynik  | Brąz              | Wynik  |
| 56 kg       | Om Yun-chol                 | 293 kg | Wu Jingbiao          | 289 kg | Trần Lê Quốc Toàn | 284 kg |
| 62 kg       | Kim Un-guk                  | 327 kg | Óscar Figueroa       | 317 kg | Eko Yuli Irawan   | 317 kg |
| 69 kg       | Lin Qingfeng                | 344 kg | Triyatno             | 333 kg | Kim Myong-hyok    | 329 kg |
| 77 kg       | Lü Xiaojun                  | 379 kg | Lu Haojie            | 360 kg | Iván Cambar       | 349 kg |
| 85 kg       | Adrian Zieliński            | 385 kg | Kianoush Rostami     | 380 kg | Tarek Abdelazim   | 375 kg |
| 94 kg       | Saeid Mohammadpourkarkaragh | 402 kg | Kim Min-jae          | 395 kg | Tomasz Zieliński  | 385 kg |
| 105 kg      | Navab Nasirshelal           | 411 kg | Bartłomiej Bonk      | 410 kg | Ivan Efremov      | 401 kg |
| + 105 kg    | Behdad Salimi               | 455 kg | Sajjad Anoushiravani | 449 kg | Jeon Sang-guen    | 436 kg |

### Kobiety
| Konkurencja | Złoto            | Wynik  | Srebro                | Wynik  | Brąz             | Wynik  |
| 48 kg       | Wang Mingjuan    | 205 kg | Hiromi Miyake         | 197 kg | Ryang Chun-hwa   | 192 kg |
| 53 kg       | Hsu Shu-ching    | 219 kg | Citra Febrianti       | 206 kg | Julija Paratowa  | 199 kg |
| 58 kg       | Li Xueying       | 246 kg | Pimsiri Sirikaew      | 236 kg | Rattikan Gulnoi  | 234 kg |
| 63 kg       | Christine Girard | 236 kg | Miłka Manewa          | 233 kg | Luz Acosta       | 224 kg |
| 69 kg       | Rim Jong-sim     | 261 kg | Anna Nurmuchambietowa | 251 kg | Ubaldina Valoyes | 246 kg |
| 75 kg       | Lidia Valentín   | 268 kg | Abir Abdulrahman      | 258 kg | Madias Nzesso    | 246 kg |
| + 75 kg     | Zhou Lulu        | 333 kg | Tatjana Kaszyrina     | 332 kg | Jang Mi-ran      | 289 kg |

## Tabela medalowa
| Miejsce | Państwo          | Złoto | Srebro | Brąz | Razem |
| ------- | ---------------- | ----- | ------ | ---- | ----- |
| 1       | Chiny            | 5     | 2      | 0    | 7     |
| 2       | Iran             | 3     | 2      | 0    | 5     |
| 3       | Korea Północna   | 3     | 0      | 2    | 5     |
| 4       | Polska           | 1     | 1      | 1    | 3     |
| 5       | Hiszpania        | 1     | 0      | 0    | 1     |
| 5       | Kanada           | 1     | 0      | 0    | 1     |
| 5       | Chińskie Tajpej  | 1     | 0      | 0    | 1     |
| 8       | Indonezja        | 0     | 2      | 1    | 3     |
| 9       | Korea Południowa | 0     | 1      | 2    | 3     |
| 10      | Egipt            | 0     | 1      | 1    | 2     |
| 10      | Kolumbia         | 0     | 1      | 1    | 2     |
| 10      | Tajlandia        | 0     | 1      | 1    | 2     |
| 13      | Bułgaria         | 0     | 1      | 0    | 1     |
| 13      | Japonia          | 0     | 1      | 0    | 1     |
| 13      | Rosja            | 0     | 1      | 0    | 1     |
| 16      | Kamerun          | 0     | 0      | 1    | 1     |
| 16      | Kazachstan       | 0     | 0      | 1    | 1     |
| 16      | Kuba             | 0     | 0      | 1    | 1     |
| 16      | Meksyk           | 0     | 0      | 1    | 1     |
| 16      | Ukraina          | 0     | 0      | 1    | 1     |
| 16      | Uzbekistan       | 0     | 0      | 1    | 1     |
| 16      | Wietnam          | 0     | 0      | 1    | 1     |
|         | Razem            | 15    | 15     | 14   | 44    |